# Michael F. Jacobson

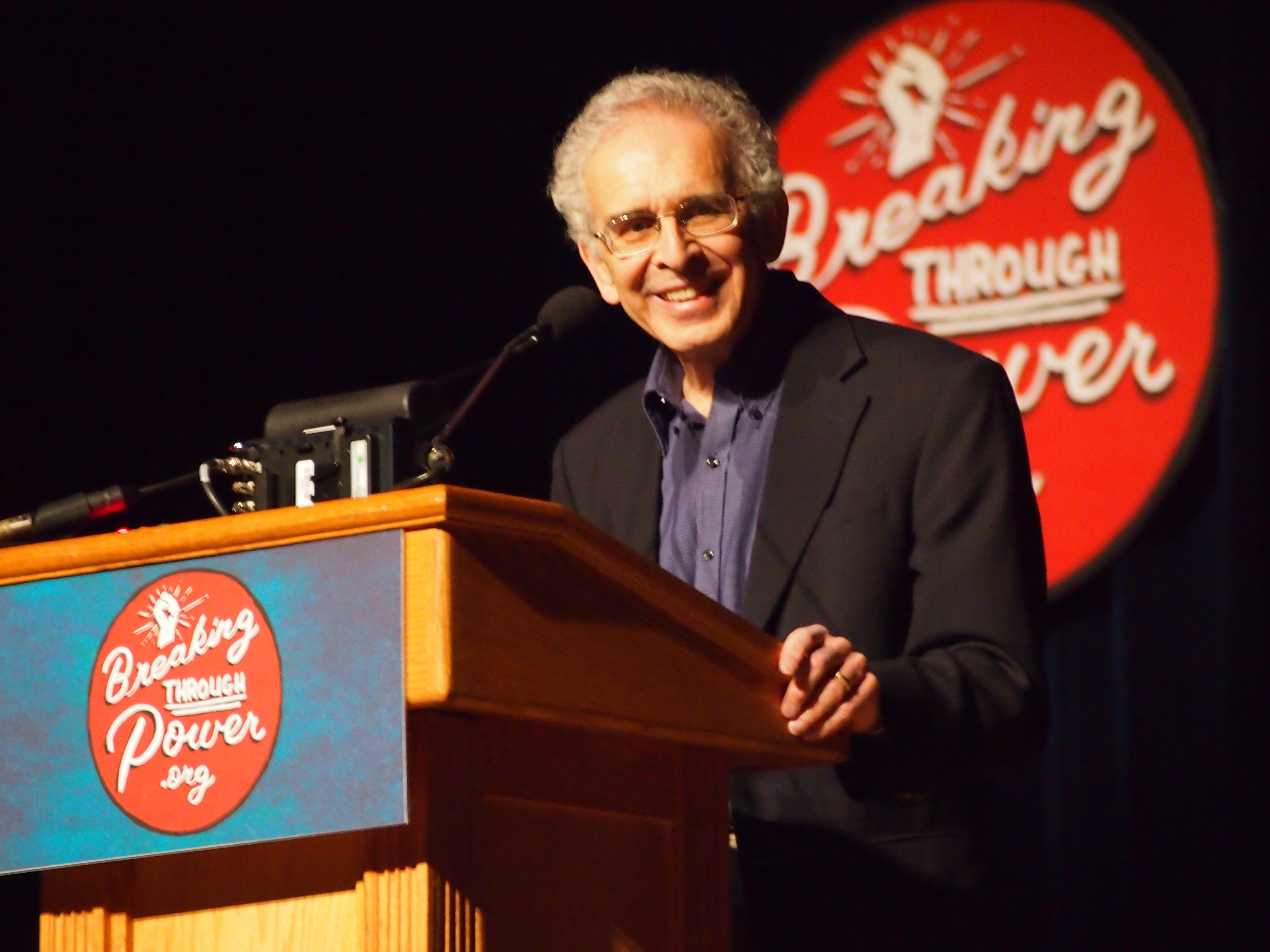
Michael F. Jacobson

Michael F. Jacobson (* 1943) ist ein US-amerikanischer Ernährungswissenschaftler und Gesundheitsaktivist. Im Jahr 1971 war er Mitgründer des Center for Science in the Public Interest in Washington, D.C., das sich für eine gesunde Ernährung und Konsumentenschutz engagiert.
Viele Jahre lang kämpfte er an führender Stelle für eine durchgängige, gut lesbare und wirklich informative Lebensmittelkennzeichnung bzw. klare Warnhinweise und prägte die heute weithin geläufigen Ausdrücke „junk food“ und „leere Kalorien“. Er schrieb auch eine große Zahl ernährungswissenschaftlicher Bücher.
| Personendaten    | Personendaten                                                       |
| ---------------- | ------------------------------------------------------------------- |
| NAME             | Jacobson, Michael F.                                                |
| KURZBESCHREIBUNG | US-amerikanischer Ernährungswissenschaftler und Gesundheitsaktivist |
| GEBURTSDATUM     | 1943                                                                |